# Rey de Reyes (2016)
Rey de Reyes 2016 fue la vigésima edición del Rey de Reyes, un evento pago por visión de lucha libre profesional producido por Asistencia Asesoría y Administración. El evento especial es una lucha en la que el ganador se lleva la espada que lo acredita como el Rey de Reyes.
Para abrir el evento, se realizó un homenaje al Hijo el Perro Aguayo por su primer aniversario luctuoso. Además, se llevó a cabo la lucha por el vacante Megacampeonato de AAA. así como la lucha entre Dr. Wagner Jr. y Psycho Clown.

## Resultados
- Octagón Jr., Faby Apache, Mascarita Sagrada y Pimpinela Escarlata derrotaron a Mamba, Taya Valkyrie, Mini Psycho Clown y Taurus.
  - Octagón cubrió a Mamba después de aplicarle un 450 Splash.
  - Mini Psycho Clown fue el reemplazo de Mini Charly Manson, que salió de la empresa días antes.
- Los Xinetez (El Zorro, Dark Cuervo & Dark Escoria) derrotan a Aero Star, Drago & Fénix reteniendo el Campeonato Mundial de Tríos de AAA.
  - Zorro cubrió a Fénix después de un Canadian Destoyer.
  - Después de la lucha, Zorro siguió atacando a Fénix.
- Chessman & Averno derrotan a Australian Suicide & Argenis y a Los Perros del Mal (Daga y Joe Líder) reteniendo el Campeonato Mundial en Parejas de AAA en un Tables, Ladders and Chairs match.
  - Chessman cubrió a Suicide después de una lanza y una desnucadora sobre una escalera.
  - Originalmente Jack Evans iba a ser la pareja de Suicide, pero por problemas médicos no pudo asistir.
- Pentagón Jr. derrotó a Villano IV y La Parka ganando el Rey de Reyes 2016.
  - La Parka eliminó en primer lugar a Villano.
  - Pentagón elimina por último a la Parka.
  - Al final de la lucha, Nicho el Millonario, Damián 666, Halloween y Pagano llegaron a atacar a los Perros del Mal que estaban celebrando la victoria del Cero Miedo.
  - Originalmente Blue Demon Jr. era parte de la lucha, pero no se presentó al evento.
- Dr. Wagner Jr. (c/Villano IV) derrota a Psycho Clown (c/Mascarita Sagrada).
  - Wagner cubrió a Clown después de aplicarle un low blow y aplicarle su Wagner Driver
- El Texano Jr. derrota a El Mesías ganando la vacante del Megacampeonato de AAA.
  - Texano cubrió a Mesías después de una Powerbomb.
  - El megacampeonato quedó vacante después de la salida de Alberto Del Rio hacia WWE.